# メルヒオール・ドンデクーテル
メルヒオール・ドンデクーテル（Melchior d'Hondecoeter、姓は de Hondecoeterとも、1636年 – 1695年4月3日）はオランダの画家である。様々な鳥を題材に描いた絵画で知られる画家である。

## 生涯
ユトレヒトで生まれた。祖父のヒリス・ドンデクーテル(Gillis d'Hondecoeter:c.1575/1580–1638)と父親のヘイスベルト・ドンデクーテル(Gijsbert d'Hondecoeter:c.1604–1653)も画家で、宗教的な理由で、アムステルダムからユトレヒトに移ってきた家系である。父親は風景画や家鴨や鶏を描くのを得意にしていた。父親から絵を学び、父親が亡くなった後は、父親の妹と結婚した風景画家のヤン・バプティスト・ウェーニクス(Jan Baptist Weenix:1621-1659)から学んだ。いとこのヤン・ウェーニクス(Jan Weenix:1640s-1719)も有名な画家になった。
1859年までにはデン・ハーグで働いくようになり、1659年10月にハーグの聖ルカ組合の組合員であったことや、1662年に組合役員を務めた記録がある。その後、アムステルダムに移り、1663年にアムステルダムで結婚した。アムステルダムで多くの画家や画商と交流し、1668年にアムステルダムの市民権を得て、生涯アムステルダムで過ごした。
家畜の鳥や猟の獲物としての野生の鳥を題材にしたほか、1690年頃描かれた『メナジェリー(動物ショー)』ではアジアやアフリカの鳥も描かれた。この絵は画家が生きていたオームを飼っていたことを示す描写が見られる。またフランドルの動物画家、フランス・スナイデルス(1579-1657)の作品を所有していたとされ、スナイデルスの影響を論じる研究者もいる。
ドンデクーテルの弟子やドンデクーテルが影響を与えたとされる画家には、アドリアーン・コールテ(1665-c.1707)やアブラハム・ビスコップ(1670-1730)がいる。

## 作品

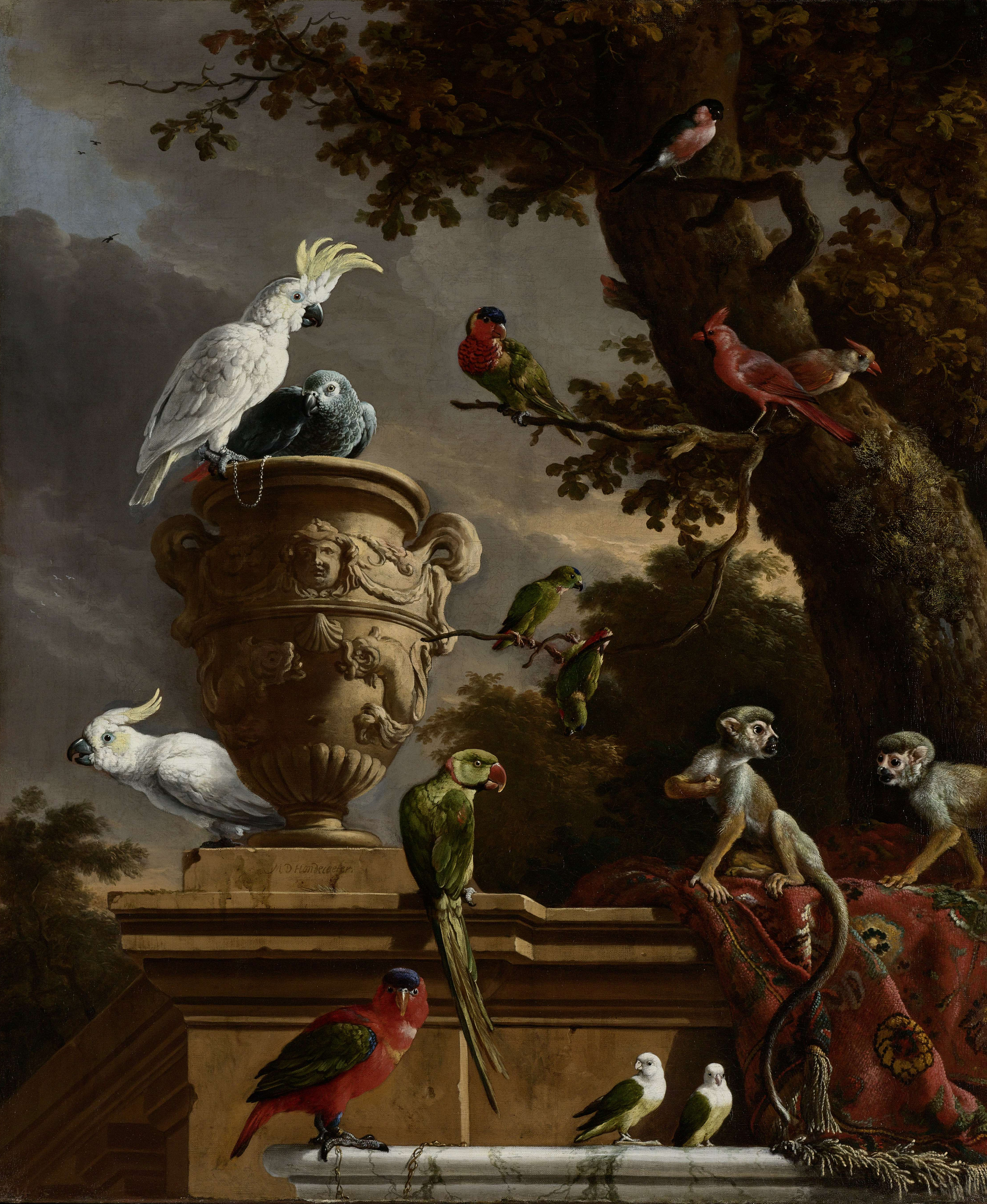
メナジェリー(動物ショー), c.1690
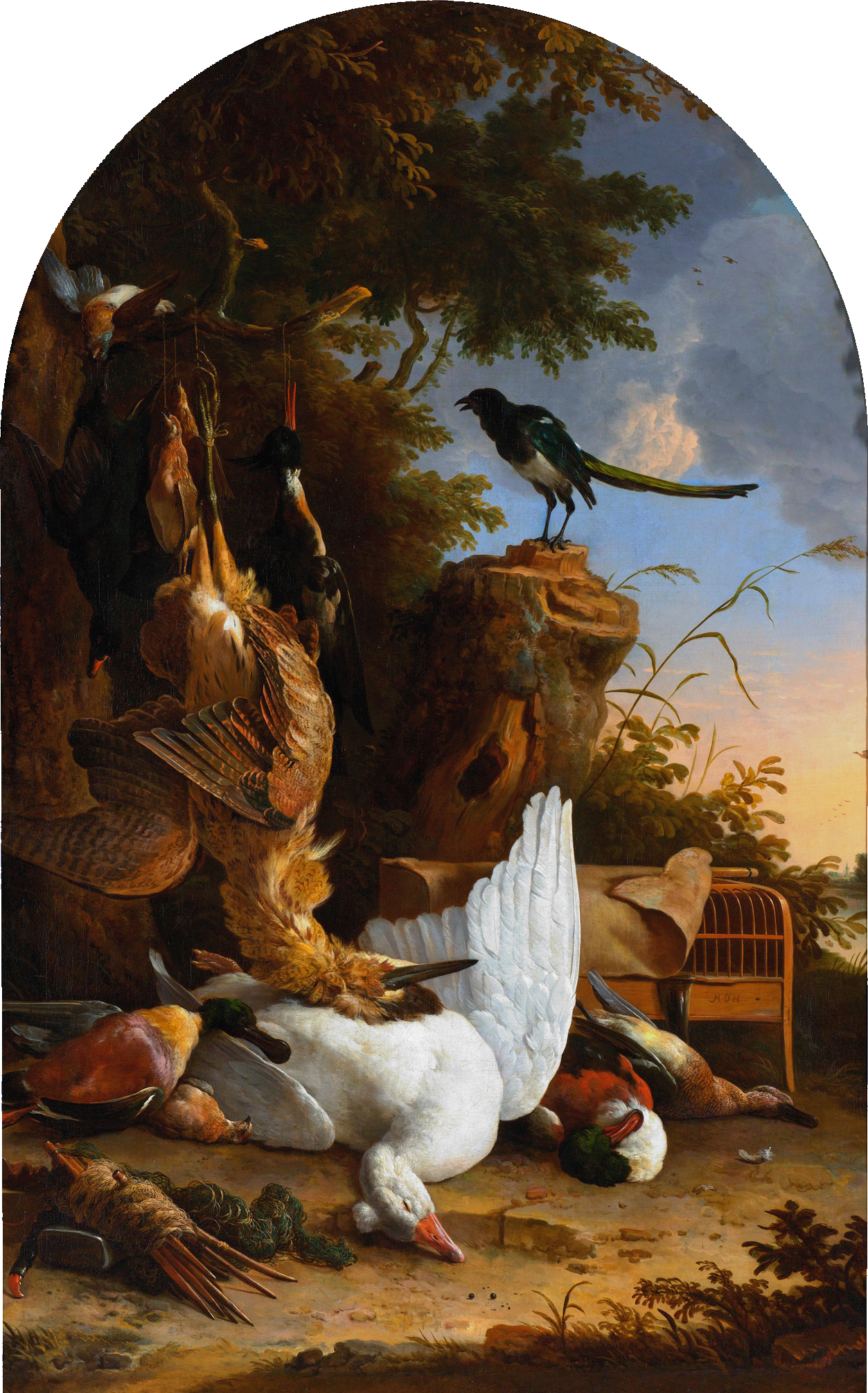
カササギと猟の獲物,c.1678
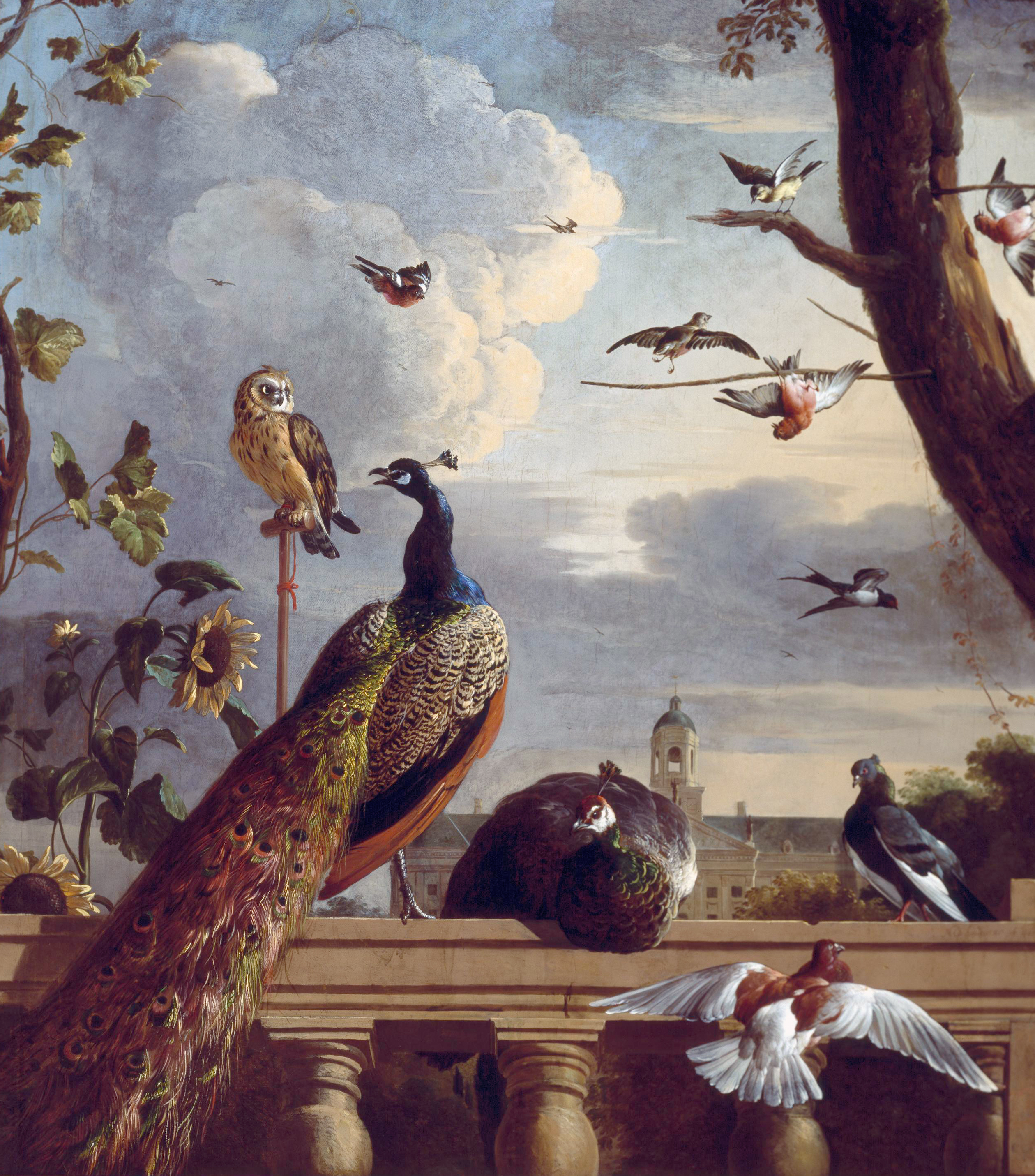
アムステルダムの見えるバルコニーと鳥
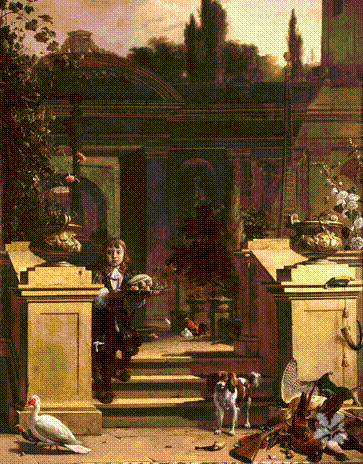

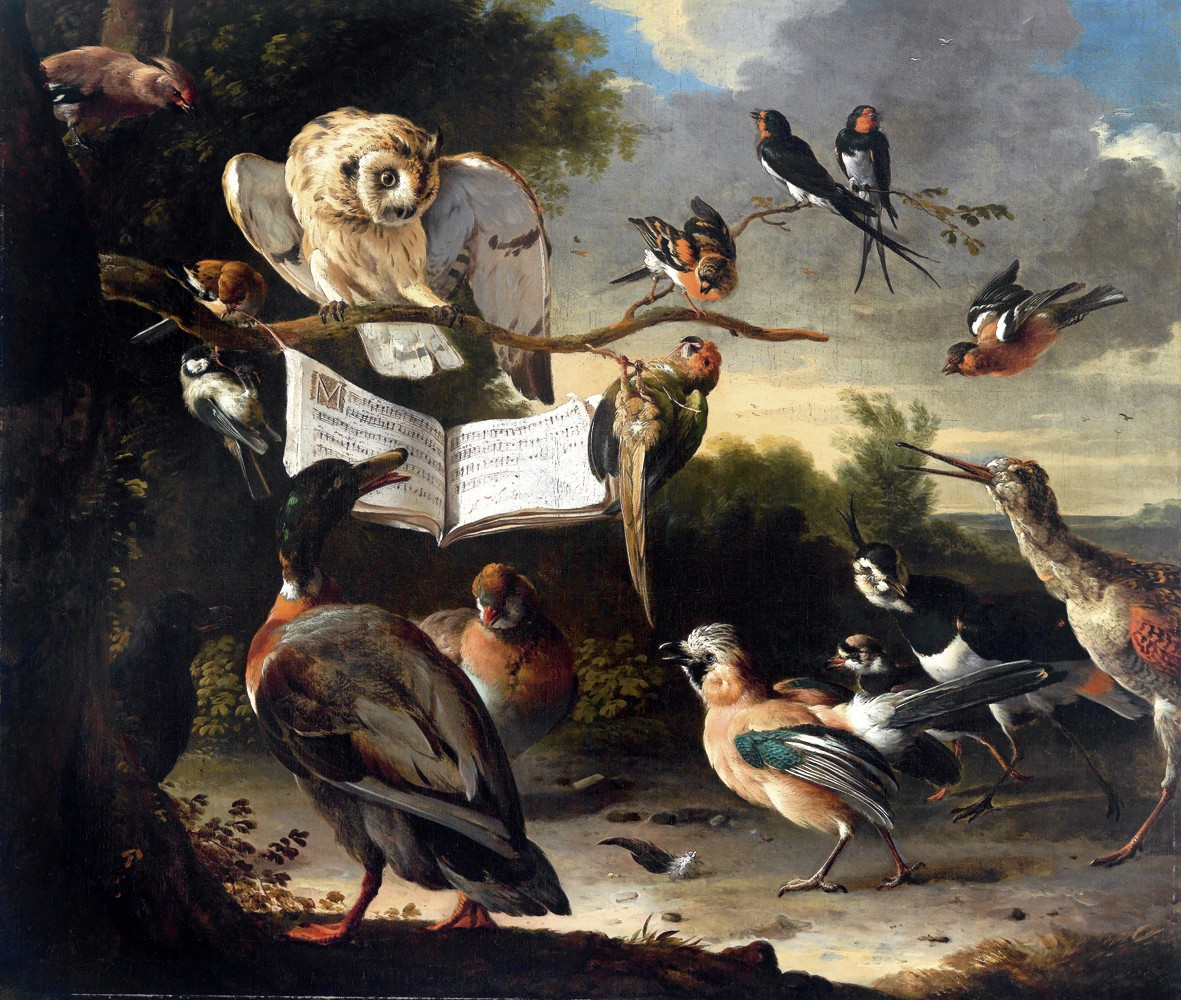
鳥のコンサート
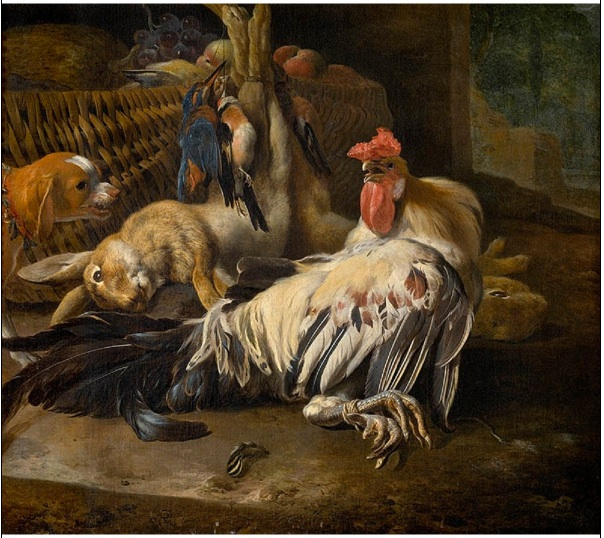
鶏のいる静物画
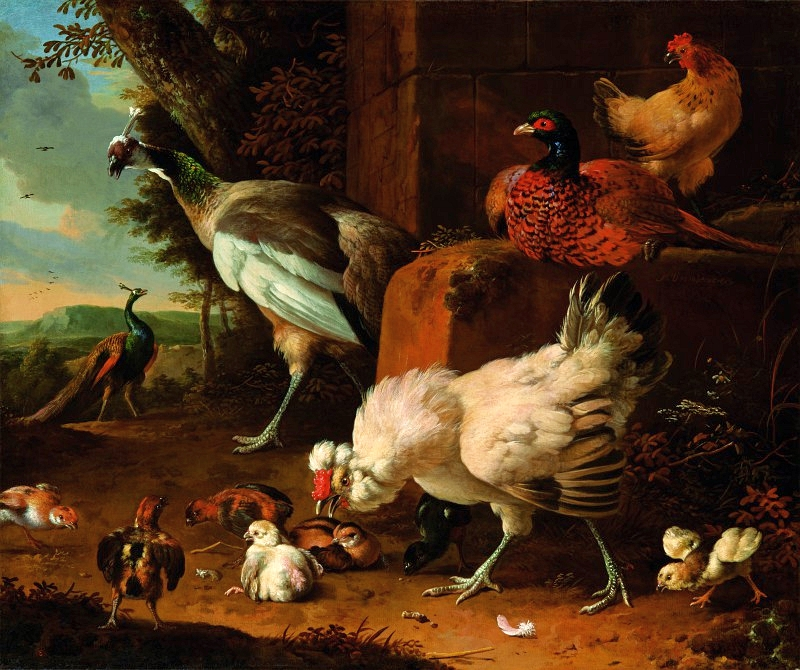
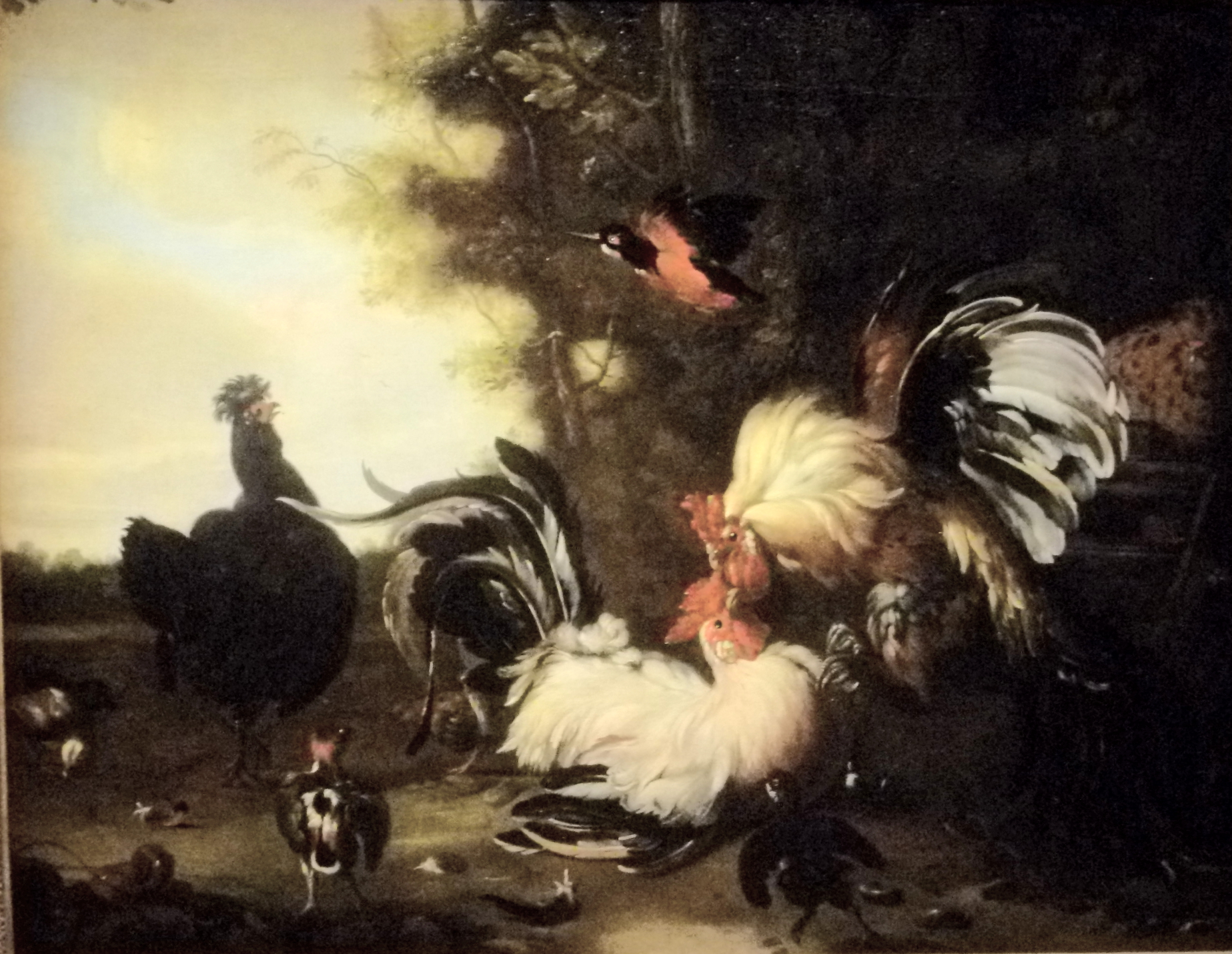
鶏の争い